# بولدر شرقی
بولدر شرقی (به انگلیسی: East Boldre) یک روستا و محله مدنی در بریتانیا است که در New Forest واقع شده‌است. بولدر شرقی ۸۴۷ نفر جمعیت دارد.